# Maglie (stacja kolejowa)
Maglie (włoski: Stazione di Maglie) – stacja kolejowa w Maglie, w prowincji Lecce, w regionie Apulia, we Włoszech.
Stacja jak i linia kolejowa jest obsługiwana przez Ferrovie del Sud Est. Znajduje się na linii Lecce – Otranto i Maglie – Gagliano del Capo.

## Linie kolejowe
- Lecce – Otranto
- Maglie – Gagliano del Capo